# Naufrage du Duroc
Le naufrage de l'aviso Duroc est un échouement survenu le 13 août 1856 sur le récif de Mellish, au nord de la Nouvelle-Calédonie.

## Le navire
L'aviso Duroc est construit à Cherbourg et mis en service le 16 janvier 1853. C'est un aviso à vapeur de la classe Marceau, à coque est en bois, gréé de deux mâts verticaux. Il mesure 43,21 m de long par 7,80 m au maître-bau, et 2,93 m de tirant d'eau.

## Le naufrage

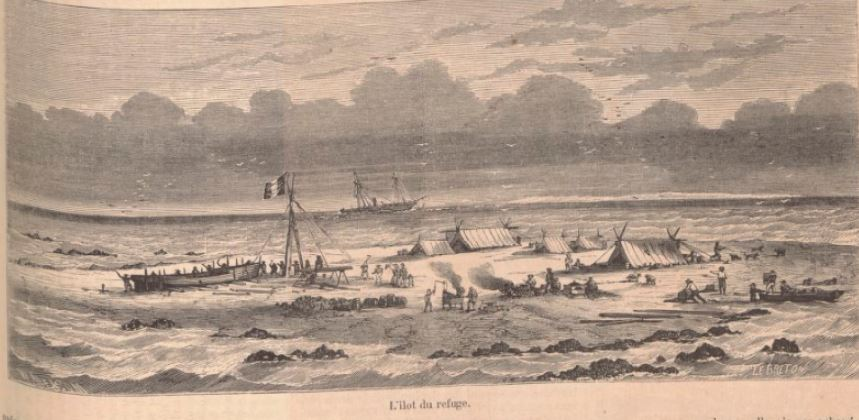
L'îlot du refuge

Le Duroc quitte Nouméa le 7 août 1856. Il doit, par le détroit de Torrès, rejoindre la France dont il est parti depuis trois ans et demi. Le temps est beau. Cinq jours après le départ, alors que le capitaine, conscient des risques dus aux récifs est vigilant et que les hommes d'équipage sont à leurs postes ; tout à coup, à 4 h 50 du matin, un matelot crie « Récifs devant. Tribord toute ! », mais il est trop tard. Le bâtiment s'échoue.
Le bateau est commandé par le capitaine de la Vayssière de Lavergne dont la femme et la fille, Rosita, âgée de 4 ans, sont à bord. Par la large crevasse de la quille l'eau envahit le navire, qu'il faut abandonner. Tous trouvent refuge sur un petit îlot inhabité, sur lequel, grâce au matériel pris sur le Duroc , sont dressées des tentes. La terre la plus proche est l'Australie, à au moins 200 lieues.

## L'après-naufrage

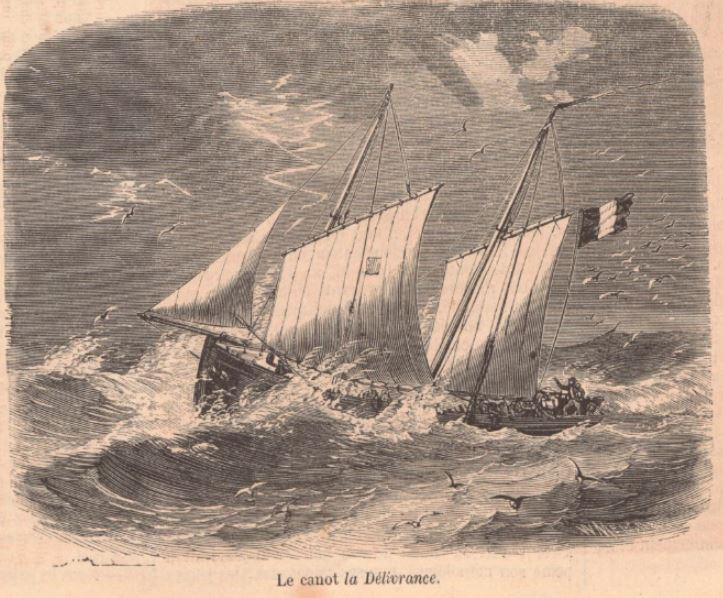
Le canot La Délivrance.

Dix jours plus tard, le capitaine réunit son état-major pour l'informer de sa décision : deux officiers, un officier-marinier et trente-trois hommes doivent partir dans les trois embarcations du Duroc, le grand canot, le canot major et la baleinière, avec vingt-cinq jours de rations pour aller rejoindre le premier point habité et obtenir des moyens de rapatriement. Ils partent le 25 août 1856 et arrivent sur l'île de Timor le 22 septembre. Pendant ces 29 jours, ils rencontrent d'immenses difficultés dues aux tempêtes. Elles sont racontées en détail par Antoine Augey-Dufresse, alors enseigne de vaisseau, et dans le rapport de M. Magdelaine, enseigne de vaisseau, au ministre de la Marine.
Ceux restés, avec le capitaine, sur l'îlot, construisent un canot qu'ils nomment la Délivrance. Cinquante-deux jours après leur arrivée, les trente-et-une personnes qui y sont restées embarquent sur ce canot. Les conditions de vie y sont particulièrement difficiles : faim, soif, ouragan, tout se conjugue pour compliquer le voyage, qui dure 28 jours avant d'arriver à Kupang, dans l'île de Timor. C'est un exploit.
Rentré en France, le capitaine de la Vayssière de Lavergne comparait devant un conseil de guerre réuni à Cherbourg pour juger sa conduite pendant le naufrage ; acquitté, il est promu au grade de capitaine de frégate.